# Biblias romanceadas

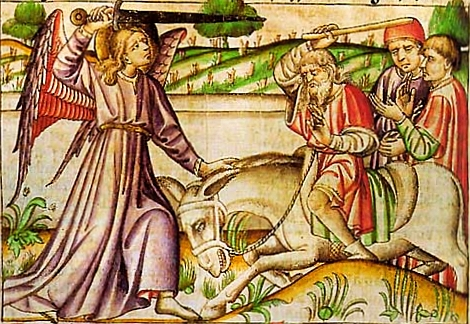
Miniatura de la Biblia romanceada escurialense ms. I-j-3.

Biblias romanceadas es el nombre con el que se describen los códices que contienen versiones de la Biblia en lenguas romances, y más concretamente en castellano (con la excepción del códice I.j.8, que se considera romance navarro-aragonés o riojano).

## Códices
La lista completa de los códices conservados es la siguiente:
- I.i.3, I.i.4, I.i.5, I.i.6, I.i.7, I.i.8 e I.ii.19 (que se hallan en la Biblioteca de El Escorial).

- El rico códice que se encuentra en la Biblioteca de la Casa de Alba en el Palacio de Liria de Madrid, conocido como la Biblia de Alba.

- El códice 87 de la Biblioteca de la Real Academia de la Historia.

- El códice 10288 de la Biblioteca Nacional de España.

- El códice 52-XIII-1 de la Biblioteca de Ajuda (Portugal).

- El códice CXXIV/1-2 de la Biblioteca Pública de Évora (Portugal).

Hay que añadir a estos códices puramente bíblicos las versiones literales de muchos libros de la Biblia que se encuentran en la General estoria de Alfonso X el Sabio y que en su conjunto se han venido llamando Biblia alfonsina. La General estoria distribuye los libros bíblicos a lo largo de las partes en las que se divide:
- Parte I: Pentateuco

- Parte II: Josué, Jueces, Samuel 1, Samuel 2, Reyes 1 y Reyes 2.

- Parte III: Cantar de los Cantares, Proverbios, Sabiduría, Eclesiastés, Libro de los Salmos, Isaías, Ezequiel, Joel, Oseas, Amós, Jonás, Tobías, Job, Crónicas 1 y Crónicas 2.

- Parte IV: Jeremías, Daniel, Abdías, Sofonías, Lamentaciones, Baruc, Habacuc, Judit, Esdrás, Nehemías, Hageo, Zacarías, Ester y Eclesiástico.

- Parte V: Macabeos 1, Macabeos 2

- Parte VI: Nuevo Testamento (esta parte apenas se comenzó).

Finalmente resultan de crucial importancia para la lengua y literatura españolas los numerosos fragmentos bíblicos que se encuentran en la Fazienda de Ultramar, un itinerario bíblico por Tierra Santa, que se conserva en un manuscrito del siglo XIII. La lengua de sus pasajes bíblicos se puede datar a finales del siglo XII y testimonia uno de los más antiguos ejemplos de literatura castellana en prosa:

E tú entra en el archa e todo to casado, ca te vi justo delante mí en esta generación. De todas bestias mundas metrás [...] .vii. e .vii., maslo e femna que biva sobre la tierra. A cabo de cuatro días yo faré plover .xl. días e .xl. noches e desfaré todo el estado que fiz [sobre] la faz de la tierra. Fizo Noé todo lo que el Criador le mandó. Cuando entró Noé en el archa avíe .dc. años. E fue el diluvio de las aguas, abriéronse todas las fontanas del abismo e fueron abiertas las finiestras de los cielos. E plovió sobre la tierra .xl. días e .xl. noches. (Génesis 7:1-12 en Fazienda, folio 37r-a)

Lo que resulta más peculiar de las traducciones realizadas en España es que la mayor parte de las Biblias romanceadas castellanas que se conservan se tradujeron a partir de la Biblia hebrea original y no de la versión latina de la Vulgata, que era el texto oficial de la Iglesia para la liturgia. Esta peculiaridad se debe sin duda a la presencia de una gran comunidad de judíos españoles hasta que fueron expulsados a finales del siglo XV, lo cual no quiere decir que estas Biblias fueran de uso propiamente judío, ya que los códices conservados son claramente todos ellos para destinatarios cristianos.

## Traducciones del latín
Hay que destacar por su antigüedad el reciente descubrimiento de un pequeño fragmento de un Salterio del siglo XII-XIII en versión bilingüe castellano-latín. En cuanto a los códices completos la traducción más antigua que se conserva (dejando a un lado la citada Fazienda de Ultramar que traduce literalmente del hebreo) se encuentra en dos manuscritos, el I-j-6 de mediados del siglo XIII y el I-j-8 del siglo XV, que son complementarios y que en conjunto se han venido conociendo como la Biblia prealfonsina. Estos dos volúmenes reflejan una traducción del texto latino de casi todos los libros de la Vulgata, incluido el Nuevo Testamento, y que fue realizada seguramente en las décadas anteriores al reinado alfonsí. Esta Biblia romanceada prealfonsina refleja uno de los estadios más antiguos del castellano literario que se conservan (en el caso de I.i.6. ya que I.i.8 fue copiado en romance navarro-aragonés): 

Fue vn ombre de Ramathaym Sophim dela Sierra de Effraym et ouo nombre Elchana fijo de Jeroboam fijo de Elyu fijo de Thau fijo de Suth Euffrateo et ouo dos mugeres ala vna dizien Anna et ala otra dizien Fenenna: Fenenna auie fijos et no los auie Anna. Et subie aqueill ombre de su cibdat por días connoscidos a adorar et a sacrifficar a Dios en Silo et estauan aillí dos fijos de Elyu, Offny et Finees, sacerdojos [de Dios]. Et vino el día que degoillaua Elchana pora sacrifficio et dio a Fenenna et a todos sus fijos et sus fijas partes, mas a Anna dio part con mano triste car amaua a Anna, et Dios cerrara las carreras del su concebimiento et apremiaua la su enuidiosa et despreciaua la por que era mannera. Et assi lo fazie cadaynno quando subien al templo de Dios et assí la fazie ensaynnar, mas eilla ploraua et non comie. Et dixol su marido Elchana: «Anna ¿por qué ploras et por qué non comes o por qué es tu coraçon quexado? ¿Non te valgo yo mas que no farien diez fijos?»
Biblia romanceada prealfonsina en aragonés, Libro de Samuel, I, 1-8. Ms. I.i.8

La segunda traducción en orden cronológico (de hacia 1272-80) es conocida como la Biblia alfonsí porque está incluida en la General estoria de Alfonso X el Sabio. Se trata de una paráfrasis de la Vulgata, ciñéndose solo a esta versión canónica latina. Algunas de sus correcciones muestran que tuvo en cuenta la versión de la Biblia prealfonsina, la cual parecía gozar de cierto prestigio.

## Traducciones del hebreo
El resto de los códices presentan traducciones realizadas a partir del hebreo. Aunque las traducciones del hebreo reflejan una tradición antigua (como muestra la Fazienda) lo cierto es que la mayor parte de los códices que se han conservado fueron realizados en el siglo XV y fueron encargados a los traductores judíos por un grupo muy concreto de nobles y reyes castellanos.
El más importante de ellos quizá sea el códice escurialense I.i.3, que supone una traducción completa del canon hebreo de la Biblia. Se conserva en un manuscrito de 530 folios del siglo XV (el códice de Ajuda contiene otra copia de algunos de los libros) y está profusamente iluminado con 65 miniaturas. Refleja una traducción más antigua, seguramente del siglo XIV y está claramente realizada por un traductor judío para algún noble castellano. Además de los libros traducidos desde el hebreo contiene también una versión de los Macabeos a partir de la Vulgata.
Otros dos códices que se consideran complementarios (es decir, que cada uno contiene una parte diferente del Antiguo Testamento o del canon hebreo) son los escurialenses I.i.7 (de Génesis a Reyes) e I.i.5 (de Profetas Posteriores y Escritos), ambos del siglo XV y traducidos directamente del hebreo. El códice de Évora es también una copia del siglo XV de la misma traducción de I.i.5.
Otro códice del siglo XV es I.i.4, que contiene un Antiguo Testamento con todos los libros del canon hebreo traducidos directamente del hebreo (a excepción de los Salmos que están sorprendentemente traducidos del latín) y de los libros que no pertenecen al canon hebreo que evidentemente solo pueden estar traducidos de la Vulgata: Tobías, Judit, Sabiduría, Eclesiástico, Macabeos 1 y Macabeos 2. Algunos de los libros de este manuscrito presentan el mismo texto que los del códice de la Biblioteca Nacional o los de la Real Academia de la Historia y aún otros libros son iguales a los que encontramos en I.i.5.
El códice I.i.19 parece una copia de principios del siglo XV de una traducción de finales del siglo XIII o principios del siglo XIV. Contiene el Pentateuco, Josué, Jueces (idéntico este último al de I.i.7), Samuel 1-2 y Reyes 1-2 (que son copia idéntica a los de I.i.3).
El manuscrito 87 de la Real Academia de la Historia es también un códice del siglo XV y está copiado a dos columnas. En la columna de la izquierda se encuentra el texto en latín de la Vulgata, en la de la derecha el texto castellano de una traducción hecha directamente del hebreo. Contiene los libros siguientes: Isaías, Jeremías, Ezequiel, Daniel, Doce Profetas, y Macabeos 1-2 (estos últimos traducidos del latín). El texto está compuesto por dos versiones muy diferentes: desde Isaías hasta Ezequiel 14:7 la traducción no se encuentra en ningún otro códice (aunque tiene una relación directa con la traducción de Moisés Arragel de la Biblia de Alba). Desde Ezequiel 14:8 hasta el final de los Doce Profetas, presenta la misma versión que el códice 10288 de la Biblioteca Nacional de Madrid, en el caso de Daniel coincide, no sólo con BNM 10288 sino también con I.i.4. Los dos libros de los Macabeos son los mismos que los encontrados en I.i.4.
Los dos últimos códices de los que tenemos noticia demuestran con claridad que la Biblia fue traducida en España sobre todo por judíos pero que su destino no eran las comunidades hebreas sino los nobles castellanos que en el siglo XV encargaron toda suerte de traducciones. Es el caso de la Biblia 10288 de la Biblioteca Nacional, perteneciente al Marqués de Santillana (seguramente encargada y realizada para él). Esta Biblia contiene la segunda parte del canon hebreo traducido del hebreo (Isaías, Jeremías, Ezequiel, Doce Profetas, Crónicas 1 y 2, Salmos, Lamentaciones, Proverbios, Cantar de los cantares, Eclesiastés y Daniel) y los libros de Sabiduría y Eclesiástico traducidos del latín. 
El otro ejemplo que documenta la traducción de la Biblia por judíos para cristianos es el códice de la llamada Biblia de Alba, encargado por Don Luis de Guzmán, Maestre de la Orden de Calatrava, al rabino Mosés Arragel de Guadalajara y que fue finalizada entre los años 1422-1431. Esta última traducción se realizó acompañada por una extensísima glosa realizada por el rabino a petición de Don Luis. Además el texto bíblico viene precedido por un extenso prólogo del traductor en donde se transcriben las cartas que se cruzaron entre el noble y el rabino durante la negociación del encargo. El prólogo también incluye una justificación del rabino ante las comunidades tanto cristiana como judía del tipo de traducción "ecuménica" que pensaba realizar.

## Ediciones
- CASTRO, Américo, Agustín Millares Carlo y Angel José Battistessa. Biblia medieval romanceada según los manuscritos escurialenses I-j-3, I-j-8 y I-j-6. Buenos Aires: J. Peuser (1927). Edición parcial. OCLC 4047643
- HAUPTMANN, Oliver. Escorial Bible I.j.4. Volume I [Pentateuch]. Philadelphia:University of Pennsylvania (1953).
- HAUPTMANN, Oliver y Mark Littlefield. Escorial Bible I.j.4. Volume II [Joshua–Maccabees]. Spanish Series, 34. Madison: Hispanic Seminary of Medieval Studies (1987).
- LAZAR, Moshe. La Fazienda de Ultra Mar, Biblia Romanceada et Itinéraire Biblique en prose castillane du XIIe siecle. Universidad de Salamanca, Filosofía y Letras, Tomo 18, número 2, Salamanca: Universidad de Salamanca (1965).
- LAZAR, Moshe Biblia Ladinada I.J.3. 2 vols. Spanish-Jewish Series, 6. Madison: Hispanic Seminary of Medieval Studies (1995).
- LAZAR, Moshe, Francisco J. Pueyo Mena y Andrés Enrique Arias. Biblia Romanceada, Real Academia de la Historia, ms. 87. Spanish-Jewish Series 4. Madison: Hispanic Seminary of Medieval Studies (1994).
- LITTLEFIELD, Mark. Biblia Romanceada I.j.8. Dialect Series, 4. Madison: Hispanic Seminary of Medieval Studies (1983).
- LITTLEFIELD, Mark. Escorial Bible I.ii.19. Edition, study and notes. Spanish Series, 66. Madison: Hispanic Seminary of Medieval Studies (1992).
- LITTLEFIELD, Mark. Escorial Bible I.j.7. Edition, study, notes and glossary. Spanish Series, 111. Madison: Hispanic Seminary of Medieval Studies (1996).
- MONTGOMERY, Th. El Evangelio de San Mateo, según el manuscrito escurialense I.i.6. Anejos del Boletín de la Real Academia Española, VII. Madrid: Real Academia Española (1962).
- MONTGOMERY, Th. y W. Spurgeon. El Nuevo Testamento, según el manuscrito escurialense I.i.6. Anejos del Boletín de la Real Academia Española, XXII. Madrid: Real Academia Española (1970).
- PAZ Y MELIÁ, A. Biblia (Antiguo Testamento) traducida del hebreo al castellano por Rabí Mosé de Guadalajara. Madrid: Imprenta Artística (1922).
- PUEYO MENA, Francisco J. Biblia Romanceada Biblioteca Nacional de Madrid ms. 10.288. Spanish-Jewish Series, 8. Madison: Hispanic Seminary of Medieval Studies (1996).
- SÁNCHEZ-PRIETO, Pedro y Bautista HORCAJADA DIEZMA. General Estoria. Tercera Parte. IV: Libros de Salomón: Cantar de los cantares, Proverbios, Sabiduría y Eclesiastés. Madrid: Gredos (1994).